# 마르코 두간지치
마르코 두간지치(크로아티아어: Marko Dugandžić, 1994년 4월 7일 ~ )는 세르비아의 축구 선수로, 현재 K리그1 클럽 FC 서울에서 스트라이커로 활약하고 있다. K리그 등록명은 둑스이다.

## 구단 경력
오시예크에서 좋은 활약을 펼친 그는 피오렌티나, 블랙번 로버스, 리즈 유나이티드 등 많은 유럽 팀을 끌어들였다. 대신 2015년 1월, 세리에 B 클럽 테르나나와 계약했다.
2020년 10월 14일, 루마니아 클럽 보토샤니에서 짧은 기간을 보낸 후, 두간지치는 러시아 프리미어리그 클럽인 PFC 소치에 합류했다.
2022년 1월 11일, 그는 루마니아로 돌아와 CFR 클루지와 계약했다.

### FC 서울
2025년 2월 27일, 두간지치는 K리그1 클럽 FC 서울에 합류했다.